# NGC 611
NGC 611 je jedan do danas nepotvrđeni objekt u zviježđu Kitu. Sva promatranja poslije nisu na tom položaju uočila nikakav objekt.

## Vanjske poveznice
- SEDS: NGC 0611